# Treat Huey
Treat Conrad Huey (Washington D.C., 28 augustus 1985) is een Filipijnse tennisser.
Hij is in 2008 professioneel tennisser geworden en voornamelijk actief in het herendubbeltennis.
Huey won samen met Dominic Inglot in 2012 zijn eerste ATP-toernooi in het dubbelspel. Daarnaast won hij als dubbelaar dertien challengers.

## Palmares
| Legenda                       | Legenda               |
| ----------------------------- | --------------------- |
| Grand Slam                    |                       |
| Olympische Spelen             |                       |
| tot 2009                      | vanaf 2009            |
| Tennis Masters Cup            | ATP Finals            |
| ATP Masters Series            | ATP Tour Masters 1000 |
| ATP International Series Gold | ATP Tour 500          |
| ATP International Series      | ATP Tour 250          |

### Dubbelspel
| Nr.                          | Datum             | Toernooi            | Ondergrond    | Partner              | Tegenstanders in finale                   | Score                  | Details |
| ---------------------------- | ----------------- | ------------------- | ------------- | -------------------- | ----------------------------------------- | ---------------------- | ------- |
| Gewonnen finales herendubbel |                   |                     |               |                      |                                           |                        |         |
| 1.                           | 5 augustus 2012   | ATP Washington      | Hardcourt     | Dominic Inglot       | Kevin Anderson Sam Querrey                | 6-7(7), 7-6(9), [10-5] | Details |
| 2.                           | 27 oktober 2013   | ATP Bazel           | Hardcourt (i) | Dominic Inglot       | Julian Knowle Oliver Marach               | 6-3, 3-6, [10-4]       | Details |
| 3.                           | 21 juni 2014      | ATP Eastbourne      | Gras          | Dominic Inglot       | Alexander Peya Bruno Soares               | 7-5, 5-7, [10-8]       | Details |
| 4.                           | 3 mei 2015        | ATP Estoril         | Gravel        | Scott Lipsky         | Marc López David Marrero                  | 6-1, 6-4               | Details |
| 5.                           | 27 september 2015 | ATP Sint-Petersburg | Hardcourt (i) | Henri Kontinen       | Julian Knowle Alexander Peya              | 7-5, 6-3               | Details |
| 6.                           | 4 oktober 2015    | ATP Kuala Lumpur    | Hardcourt (i) | Henri Kontinen       | Raven Klaasen Rajeev Ram                  | 7-6(4), 6-2            | Details |
| 7.                           | 27 februari 2016  | ATP Acapulco        | Hardcourt     | Maks Mirni           | Alexander Peya Philipp Petzschner         | 7-6(5), 6-3            | Details |
| 8.                           | 5 augustus 2017   | ATP Cabo San Lucas  | Hardcourt     | Juan Sebastián Cabal | Sergio Galdós Roberto Maytín              | 6-2, 6-3               | Details |
| Verloren finales herendubbel |                   |                     |               |                      |                                           |                        |         |
| 1.                           | 31 juli 2011      | ATP Los Angeles     | Hardcourt     | Somdev Devvarman     | Mark Knowles Xavier Malisse               | 6-7(3), 6-7(10)        | Details |
| 2.                           | 15 april 2012     | ATP Houston         | Gravel        | Dominic Inglot       | James Blake Sam Querrey                   | 6-7(?), 4-6            | Details |
| 3.                           | 17 juni 2012      | ATP Halle           | Gras          | Scott Lipsky         | Jean-Julien Rojer Aisam-ul-Haq Qureshi    | 3-6, 4-6               | Details |
| 4.                           | 28 oktober 2012   | ATP Bazel           | Hardcourt     | Dominic Inglot       | Daniel Nestor Nenad Zimonjić              | 5-7, 7-6(4), [5-10]    | Details |
| 5.                           | 16 maart 2013     | ATP Indian Wells    | Hardcourt     | Jerzy Janowicz       | Bob Bryan Mike Bryan                      | 3–6, 6–3, [6–10]       | Details |
| 6.                           | 25 mei 2013       | ATP Düsseldorf      | Gravel        | Dominic Inglot       | Andre Begemann Martin Emmrich             | 5-7, 2–6               | Details |
| 7.                           | 24 augustus 2013  | ATP Winston-Salem   | Hardcourt     | Dominic Inglot       | Daniel Nestor Leander Paes                | 6-7(10), 5-7           | Details |
| 8.                           | 19 oktober 2014   | ATP Stockholm       | Hardcourt (i) | Jack Sock            | Eric Butorac Raven Klaasen                | 4-6, 3-6               | Details |
| 9.                           | 12 april 2015     | ATP Houston         | Gravel        | Scott Lipsky         | Ričardas Berankis Tejmoeraz Gabasjvili    | 4-6, 4-6               | Details |
| 10.                          | 26 februari 2017  | ATP Delray Beach    | Hardcourt     | Maks Mirni           | Raven Klaasen Rajeev Ram                  | 5-7, 5-7               | Details |
| Gewonnen challengers         |                   |                     |               |                      |                                           |                        |         |
| 1.                           | 7 september 2009  | Sevilla             | Gravel        | Hars Mankad          | Alberto Brizzi Simone Vagnozzi            | 6-1, 7-5               |         |
| 2.                           | 12 oktober 2009   | Tiburon             | Hardcourt     | Hars Mankad          | Ilia Bozoljac Dušan Vemić                 | 6-4, 6-4               |         |
| 3.                           | 2 augustus 2010   | Vancouver           | Hardcourt     | Dominic Inglot       | Ryan Harrison Jesse Levine                | 6-4, 7-5               |         |
| 4.                           | 9 augustus 2010   | Binghamton          | Hardcourt     | Dominic Inglot       | Scott Lipsky David Martin                 | 5-7, 7-6(2), [10-8]    |         |
| 5.                           | 22 november 2010  | Toyota              | Tapijt        | Purav Raja           | Tasuku Iwami Hiroki Kondo                 | 6-1, 6-2               |         |
| 6.                           | 14 februari 2011  | Meknes              | Gravel        | Simone Vagnozzi      | Alessio Di Mauro Alessandro Motti         | 6-1, 6-2               |         |
| 7.                           | 14 maart 2011     | Rimouski            | Hardcourt (i) | Vasek Pospisil       | David Rice Sean Thornley                  | 6-0, 6-1               |         |
| 8.                           | 16 mei 2011       | Cremona             | Hardcourt     | Purav Raja           | Tomasz Bednarek Mateusz Kowalczyk         | 6-1, 6-2               |         |
| 9.                           | 27 juni 2011      | Winnetka            | Hardcourt     | Bobby Reynolds       | Jordan Kerr Travis Parrott                | 7-6(7), 6-4            |         |
| 10.                          | 11 juli 2011      | Bogota              | Gravel        | Izak van der Merwe   | Juan Sebastián Cabal Robert Farah Maksoud | 7-6(3), 6-7(5), opg.   |         |
| 11.                          | 1 augustus 2011   | Vancouver           | Hardcourt     | Travis Parrott       | Jordan Kerr David Martin                  | 6-2, 1-6, [16-14]      |         |
| 12.                          | 31 oktober 2011   | Charlottesville     | Hardcourt (i) | Dominic Inglot       | John Paul Fruttero Raven Klaasen          | 4-6, 6-3, [10-7]       |         |
| 13.                          | 5 juni 2012       | Nottingham          | Gras          | Dominic Inglot       | Jonathan Marray Frederik Nielsen          | 6-4, 6-7(9), [10-8]    |         |
| 14.                          | 2 november 2014   | Charlottesville     | Hardcourt (i) | Frederik Nielsen     | Lewis Burton Marcus Willis                | 3-6, 6-3, [10-2]       |         |
| 15.                          | 23 augustus 2015  | Vancouver           | Hardcourt     | Frederik Nielsen     | Yuki Bhambri Michael Venus                | 7-6(4), 6-7(3), [10-5] |         |

## Prestatietabel grand slams, herendubbel
| Legenda | Legenda                          |
| ------- | -------------------------------- |
| g.t.    | geen toernooi gehouden           |
| l.c.    | lagere categorie                 |
| –       | niet deelgenomen                 |
| G       | uitgeschakeld in de groepsfase   |
| 1R      | uitgeschakeld in de eerste ronde |
| 2R      | uitgeschakeld in de tweede ronde |
| 3R      | uitgeschakeld in de derde ronde  |
| 4R      | uitgeschakeld in de vierde ronde |
| KF      | uitgeschakeld in de kwartfinale  |
| HF      | uitgeschakeld in de halve finale |
| F       | de finale verloren               |
| W       | het toernooi gewonnen            |
| w-v     | winst/verlies-balans             |

| Grandslamtoernooien   |               |               |               |               |               |               |       |         |
| Australian Open       | –             | –             | 2R            | 1R            | KF            | 3R            | KF    | 9–5     |
| Roland Garros         | –             | –             | 3R            | 3R            | 2R            | 1R            | 3R    | 7–5     |
| Wimbledon             | 1R            | 1R            | 1R            | 3R            | 1R            | 2R            | HF    | 7–7     |
| US Open               | –             | 3R            | 2R            | KF            | 1R            | 3R            |       | 8–5     |
| Winst-verlies         | 0–1           | 2–2           | 4–4           | 7–4           | 4–4           | 5–4           | 9–3   | 31–22   |
| ATP World Tour Finals |               |               |               |               |               |               |       |         |
| ATP World Tour Finals | –             | –             | –             | –             | –             | –             | G     | 0-3     |
| ATP Masters 1000      |               |               |               |               |               |               |       |         |
| Indian Wells          | –             | –             | –             | F             | KF            | –             | 1R    | 6-3     |
| Miami                 | –             | –             | –             | 2R            | 1R            | –             | HF    | 4-3     |
| Monte Carlo           | –             | –             | –             | 1R            | 1R            | –             | KF    | 2-3     |
| Madrid                | –             | –             | –             | –             | 2R            | –             | 2R    | 2-2     |
| Rome                  | –             | –             | –             | 1R            | 2R            | –             | 2R    | 2-3     |
| Montréal/Toronto      | –             | –             | –             | –             | 1R            | –             |       | 0-1     |
| Cincinnati            | –             | –             | –             | –             | 1R            | –             |       | 0-1     |
| Shanghai              | –             | –             | 2R            | KF            | –             | –             |       | 3-2     |
| Parijs                | –             | –             | –             | 1R            | –             | –             |       | 0-1     |
| Olympische Spelen     |               |               |               |               |               |               |       |         |
| Olympische Spelen     | geen toernooi | geen toernooi | geen toernooi | geen toernooi | geen toernooi | geen toernooi |       |         |
| Statistieken          |               |               |               |               |               |               |       |         |
| Totaal aantal titels  | 0             | 0             | 1             | 1             | 1             | 3             | 1     | 7       |
| Totaal winst-verlies  | 1-3           | 9-9           | 26-24         | 36-24         | 19-23         | 32-19         | 24-15 | 150-117 |
| Eindejaarsranking     | 118           | 57            | 35            | 21            | 50            | 33            |       | n.v.t.  |